# Франк Люцерна
Франк Люцерна — денежная единица швейцарского кантона Люцерн в 1803—1850 годах.

## История
В 1803 году начата чеканка монет кантона с указанием номинала в двух единицах (батценах и раппенах), в 1804-м — в ангстерах, раппенах и франках, в 1806-м — в батценах.
Конституция Швейцарии, принятая в 1848 году, устанавливала исключительное право федерального правительства на чеканку монеты. К этому времени монеты кантона уже не выпускались, их чеканка была прекращена в 1846 году. 7 мая 1850 года был принят федеральный закон о чеканке монет, в том же году начата чеканка швейцарских монет.
Банкноты кантона в 1803—1856 годах не выпускались. В 1857—1907 годах выпускали банкноты:
- Bank in Luzern (основан в 1857, выпускал банкноты до 1907);
- Kantonal-Spar-und-Liehkasse Luzern (основана в 1850, начала выпуск банкнот в 1876, в 1892 переименована в Luzerner Kantonalbank и прекратила выпуск банкнот)[2].

## Монеты
Чеканились монеты:
- медные: 1 ангстер, 1 раппен;
- биллонные: 1⁄2 батцена — 5 раппенов, 1 батцен — 10 раппенов;
- серебряные: 21⁄2, 5, 10, 40 батценов, 4 франка;
- золотые: 10, 20 франков[3].